# Guatemaltekische Davis-Cup-Mannschaft
Die guatemaltekische Davis-Cup-Mannschaft ist die Tennisnationalmannschaft Guatemalas.

## Geschichte
1990 nahm Guatemala erstmals am Davis Cup teil. Das beste Resultat erreichte die Mannschaft jeweils 1995, 2000 und 2001 mit dem Halbfinale in der Amerika-Gruppenzone II. Bester Spieler ist Daniel Chávez Morales mit 29 Siegen bei insgesamt 31 Teilnahmen. Rekordspieler mit 32 Teilnahmen ist Cristian Paiz.